# Toxorhynchites gerbergi
Toxorhynchites gerbergi is een muggensoort uit de familie van de steekmuggen (Culicidae). De wetenschappelijke naam van de soort werd voor het eerst geldig gepubliceerd in 1977 door John Nicholas Belkin.